# Обморок при перегрузках
G-LOC (аббревиатура от G-force induced Loss Of Consciousness) — термин, которым в аэрокосмической физиологии обычно называют потерю сознания, происходящую от чрезмерных и устойчивых перегрузок. Они вызывают отток крови от мозга, приводящий, в свою очередь, к мозговой гипоксии. Этому больше всего подвержены пилоты боевых и пилотажных самолетов или космонавты, но явление случается и с любителями некоторых экстремальных аттракционов. G-LOC приводил к катастрофам самолетов с высокой энерговооруженностью, способными создавать большую перегрузку в течение длительных периодов времени.  Тренировки к перегрузкам для пилотов самолетов с высокими техническими характеристиками или космических аппаратов часто включает в себя наземную подготовку в специальных центрифугах, в некоторых режимах подвергающих пилотов перегрузке до 9 g в течение продолжительного времени.

## Эффекты перегрузок
При положительной перегрузке кровь в организме будет стремиться двигаться от головы к ногам. При увеличении величины или времени действия перегрузки могут постепенно проявляться следующие факторы:
- Туннельное зрение — потеря периферического зрения при сохранении центрального зрения
- Greyout — потеря цветового зрения
- Blackout — полная потеря зрения при сохранении сознания
- G-LOC — потеря сознания.

При отрицательных перегрузках кровь приливает к голове, создавая риск опасного состояния, известного как redout (краснота в глазах), со слишком высоким давлением в голове и глазах.
Из-за высокого уровня чувствительности сетчатки к гипоксии первые симптомы, как правило, визуальные. Когда кровяное давление в сетчатке снижается ниже внутриглазного давления (как правило, 10-21 мм рт.ст.), кровоток перестаёт достигать сетчатки; в первую очередь кровоснабжение нарушается на периферии сетчатки, наиболее удалённой от диска зрительного нерва и артерий, с последующим распространением к области центрального зрения. Опытные пилоты могут использовать это явление в качестве указания на то, что они находятся на предельно допустимом без потери сознания режиме маневрирования. Восстановление после снятия перегрузок обычно быстрое, но в течение нескольких секунд может быть потеря ориентации. Абсолютная недееспособность — период времени, когда член летного экипажа находится без сознания — составляет в среднем около 12 секунд. Относительная недееспособность — период времени, в котором сознание уже восстановилось, но человек находится в замешательстве и не в состоянии выполнять даже простые задачи. Этот период составляет в среднем около 15 секунд. После восстановления мозгового кровообращения жертва G-LOC, как правило, испытывает миоклонические конвульсии и часто полную амнезию по отношению к произошедшему. Во время потери сознания случаются краткие, но яркие сны. Если G-LOC происходит на малой высоте, такое кратковременное отключение может привести к фатальным последствиям. Даже очень опытные пилоты иногда теряют сознание, не восприняв предупреждающие визуальные эффекты, которые обычно используются ими в качестве сигнала о необходимости отказа от дальнейшего наращивания перегрузки.
Организм человека легче переносит перегрузки, когда они действуют в поперечном направлении (поперек тела), чем в продольном направлении (вдоль длины тела). К сожалению, большинство переносимых пилотами перегрузок действуют в продольном направлении. Это привело к экспериментам с конструкциями самолётов типа prone pilot, в которых пилот находится лицом вниз, и более успешным конструкциям с положением полулежа для космонавтов.

## Пороговые значения
Пороговые значения перегрузок, при которых эти эффекты возникают, зависят от подготовки, возраста и состояния здоровья индивидуума. Нетренированный человек, не обученный противоперегрузочному маневру, может потерять сознание между 4 и 6 g, особенно, если перегрузка наступает внезапно. Тренированный, здоровый человек, в противоперегрузочном костюме и выполняющий противоперегрузочный маневр может, с некоторым трудом, выдержать до 12--14 g без потери сознания.